# فرانك إل. أندرسون
فرانك إل. أندرسون (بالإنجليزية: Frank L. Anderson)‏ هو كاتب وموسيقي ورسام رسوم متحركة ومخرج أمريكي، ولد في 19 يناير 1957.

## وصلات خارجية
- فرانك إل. أندرسون على موقع IMDb (الإنجليزية)
- فرانك إل. أندرسون على موقع قاعدة بيانات الفيلم (الإنجليزية)
- فرانك إل. أندرسون على موقع كينوبويسك (الروسية)